# Homologická algebra

Diagram použitý v hadím lemmatu, základním výsledku v homologické algebře.

Homologická algebra je obor matematiky, který studuje homologii v obecném algebraickém prostředí. Jedná se o relativně mladou disciplínu, jejíž počátky lze vysledovat k výzkumům v kombinatorické topologii (předchůdci algebraické topologie) a abstraktní algebře (teorii modulů a syzygií) na konci 19. století, především Henriho Poincaré a Davida Hilberta. 
Vývoj homologické algebry byl úzce spjat se vznikem teorie kategorií. Z většiny homologická algebra zkoumá homologické funktory a složité algebraické struktury, s nimiž souvisí. Jedním z velmi užitečných a poměrně rozšířených konceptů v matematice jsou řetězcové komplexy, které se dají studovat přes jejich homologii a kohomologii. Homologická algebra poskytuje prostředky k získávání informací obsažených v těchto komplexech a prezentuje je ve formě homologických invariant okruhů, modulů, topologických prostorů a dalších „hmatatelných“ matematických objektů. Mocným nástrojem s tímto účelem jsou spektrální sekvence. 
Od samého počátku hrála homologická algebra obrovskou roli v algebraické topologii. Její vliv se postupně rozšířil a v současnosti zahrnuje komutativní algebru, algebraickou geometrii, algebraickou teorii čísel, teorii reprezentace, matematickou fyziku, algebry operátorů, komplexní analýzu a teorii parciálních diferenciálních rovnic. K-teorie je nezávislá disciplína, která čerpá z metod homologické algebry stejně jako nekomutativní geometrie Alaina Connese. 

## Historie homologické algebry
Homologická algebra začala být zkoumána ve své nejzákladnější formě v 19. století jako odvětví topologie, ale ve 40. letech se stala nezávislým odvětvím jakožto studium objektů jako například Ext funktor a Tor funktor, mimo ostatní. 

## Řetězcové komplexy a homologie
Koncept řetězcových komplexů je v homologické algebře klíčový. Abstraktní řetězcový komplex je posloupnost {\displaystyle (C_{\bullet },d_{\bullet })}abelovských grup spojených homomorfismy s tou vlastností, že složení dvou po sobě jdoucích zobrazení je nulové zobrazení: 
{\displaystyle C_{\bullet }:\cdots \longrightarrow C_{n+1}{\stackrel {d_{n+1}}{\longrightarrow }}C_{n}{\stackrel {d_{n}}{\longrightarrow }}C_{n-1}{\stackrel {d_{n-1}}{\longrightarrow }}\cdots ,\quad d_{n}\circ d_{n+1}=0.}
Prvky z Cn se nazývají n-řetězce a homomorfismy dn se nazývají mezní zobrazení nebo diferenciály. Řetězcové grupy Cn mohou mít další strukturu; mohou to být například vektorové prostory nebo moduly nad daným okruhem R. Diferenciály musí tuto nadrámcovou strukturu zachovávat; musí to pak být například lineární mapy nebo homomorfismy R-modulů. Kvůli pohodlí notace omezme pozornost na abelovské grupy (přesněji na kategorii Ab abelovských grup); slavná věta Barryho Mitchella dokazuje, že všechny výsledky se dají zobecnit na jakoukoli abelovskou kategorii. Každý řetězcový komplex definuje dvě další sekvence abelovských grup: cykly {\displaystyle Z_{n}=\ker {d_{n}}} a meze {\displaystyle B_{n}=\operatorname {im} d_{n+1},} kde {\displaystyle \ker {d}} a {\displaystyle \operatorname {im} d} označují jádro a obraz d. Vzhledem k tomu, že složení dvou po sobě jdoucích mezních map je nulové, jsou do sebe tyto množiny vloženy: 
{\displaystyle B_{n}\subseteq Z_{n}\subseteq C_{n}.}
Podgrupy abelovských grup jsou automaticky normální, a proto můžeme definovat n-tou homologickou grupu Hn(C) jako podílovou grupu n-cyklů podle n-mezí: 
{\displaystyle H_{n}(C)=Z_{n}/B_{n}={\frac {\ker {d_{n}}}{\operatorname {im} d_{n+1}}}.}
Řetězcový komplex se nazývá acyklický nebo exaktní posloupnost, pokud jsou všechny jeho homologické grupy nulové. 
Řetězcové komplexy hojně vznikají v algebře a algebraické topologii. Například jestliže X je topologický prostor, pak jsou singulární řetězce Cn(X) formální lineární kombinace spojitých map ze standardního n-simplexu do X; pokud je K simpliciální komplex, potom jsou simpliciální řetězce Cn(K) formální lineární kombinace n-simplexů z K; pokud {\displaystyle A=F/R} je prezentace abelovské grupy A podle generátorů a relací, kde F je volná abelovská grupa překlenutá generátory a R je podgrupa relací, pak lze pomocí C1(A) = R, C0(A) = F, a Cn(A) = 0 pro všechna zbylá n definovat posloupnost abelovských grup. Ve všech těchto případech existují přirozené diferenciály dn, které z Cn dělají řetězcový komplex, jehož homologie odráží strukturu topologického prostoru X, simpliciálního komplexu K nebo abelovské grupy A. V případě topologických prostorů se dostáváme k pojmu singulární homologie, která hraje zásadní roli při zkoumání vlastností těchto prostorů, například variet. 
Na filozofické úrovni nás homologická algebra učí, že jisté řetězcové komplexy přidružené k algebraickým nebo geometrickým objektům (topologickým prostorům, simpliciálním komplexům, R-modulům) o nich obsahují množství cenných algebraických informací, přičemž právě homologie je ten nejsnáze dostupný nástroj. Na technické úrovni poskytuje homologická algebra nástroje pro manipulaci s komplexy a získávání těchto informací. Zde jsou dva obecné příklady. 
- Dva objekty X a Y jsou propojeny zobrazením f mezi nimi. Homologická algebra studuje vztah, způsobený mapou f, mezi řetězcovými komplexy spojenými s X a Y a jejich homologií. Toto je zobecněno na případ několika objektů a zobrazení, která je spojují. Homologická algebra studuje v jazyce teorie kategorií funktorové vlastnosti různých konstrukcí řetězcových komplexů a homologií těchto komplexů.
- Objekt X připouští více popisů (například jako topologický prostor nebo jako simpliciální komplex) nebo je komplex {\displaystyle C_{\bullet }(X)} konstruován s použitím nějaké 'prezentace' X, která vyžaduje nekanonické volby. Je důležité znát vliv změny popisu X na řetězcové komplexy spojené s X. Ten komplex a jeho homologie {\displaystyle H_{\bullet }(C)} jsou typicky vzhledem k prezentaci funktoriální, avšak homologie (ačkoli ne komplex sám) je ve skutečnosti nezávislá na zvolené prezentaci, je to invarianta prostoru X.

## Standardní nástroje

### Exaktní posloupnosti
V kontextu teorie grup, posloupnosti 
{\displaystyle G_{0}\,{\overset {f_{1}}{\longrightarrow }}\,G_{1}\,{\overset {f_{2}}{\longrightarrow }}\,G_{2}\,{\overset {f_{3}}{\longrightarrow }}\,\cdots \,{\overset {f_{n}}{\longrightarrow }}\,G_{n}}
grup a grupových homomorfismů se říká exaktní, jestliže obraz (nebo obor hodnot) každého homomorfismu je shodný s jádrem následujícího: 
{\displaystyle \operatorname {im} f_{k}=\ker {f_{k+1}}.}
Všimněme si, že taková posloupnost grup a homomorfismů může být konečná i nekonečná. 
Podobná definice může být použita i pro některé jiné algebraické struktury. Například lze uvažovat exaktní posloupnost vektorových prostorů a lineárních map nebo modulů a homomorfismů modulů. Obecněji řečeno, koncept exaktní posloupnosti má smysl v každé kategorii s jádry a kojádry. 

#### Krátká exaktní posloupnost
Nejběžnějším typem exaktní posloupnost je krátká exaktní posloupnost. To je exaktní posloupnost podoby 
{\displaystyle A\,{\overset {f}{\hookrightarrow }}\,B\,{\overset {g}{\twoheadrightarrow }}\,C,}
kde ƒ je monomorfismus a g je epimorfismus. V tomto případě, A je podobjekt B, a odpovídající podíl je izomorfní k C: 
{\displaystyle C\cong {\frac {B}{\operatorname {im} f}}}
(kde {\displaystyle \operatorname {im} f=f(A)}). 
Krátkou exaktní posloupnost abelovských grup lze také zapsat jako exaktní sekvenci s pěti členy: 
{\displaystyle 0\,\longrightarrow \,A\,{\overset {f}{\longrightarrow }}\,B\,{\overset {g}{\longrightarrow }}\,C\,\longrightarrow \,0,}
kde 0 představuje nulový objekt, jako je triviální grupa nebo 0rozměrný vektorový prostor. Umístění těchto 0 nutí ƒ být monomorfismem a g epimorfismem (viz níže). 

#### Dlouhá exaktní posloupnost
Dlouhá exaktní posloupnost je exaktní posloupnost indexovaná přirozenými čísly. 

### Lemma pěti
Uvažujme následující komutativní diagram v jakékoliv abelovské kategorii (jako je kategorie abelovských grup nebo kategorie vektorových prostorů nad daným polem) nebo v kategorii grup. 
Lemma pěti říká, že pokud jsou řádky exaktní, m a p jsou izomorfismy, l je epimorfismus a q je monomorfismus, pak je n také izomorfismus. 

### Hadí lemma
V abelovské kategorii (jako je kategorie abelovských grup nebo kategorie vektorových prostorů nad daným polem) uvažujme komutativní diagram: 
kde řádky jsou exaktní posloupnosti a 0 je nulový objekt. Pak existuje exaktní posloupnost vztahující jádra a kojádra z a, b a c:
{\displaystyle \ker {a}\,\rightarrow \,\ker {b}\,\rightarrow \,\ker {c}\,{\overset {d}{\rightarrow }}\,\operatorname {coker} a\,\rightarrow \,\operatorname {coker} b\,\rightarrow \,\operatorname {coker} c}
Pokud je navíc f monomorfismus, pak je i {\displaystyle \ker {a}\rightarrow \ker {b}} monomorfismus, a pokud je g epimorfismus, pak je taktéž i {\displaystyle \operatorname {coker} b\rightarrow \operatorname {coker} c.}

### Abelovské kategorie
V matematice je abelova kategorie taková kategorie, v níž se dají sčítat morfismy i objekty a v níž existují jádra a kojádra s žádoucími vlastnostmi. Motivačním příkladem abelovské kategorie je kategorie abelovských grup Ab. Teorie vznikla v předběžném pokusu sjednotit několik kohomologických teorií Alexandera Grothendiecka. Abelovské kategorie jsou velmi stabilní kategorie, například jsou regulární a splňují hadí lemma. Třída abelovských kategorií je uzavřena pod několika kategorickými konstrukcemi, například kategorie řetězcových komplexů z abelovské kategorie nebo kategorie funktorů z malé kategorie do abelovské kategorie je také abelovská. Tyto vlastnosti je v homologické algebře i mimo ni nevyhnutelně podbízejí; tato teorie má hlavní aplikace v algebraické geometrii, kohomologii a čisté teorii kategorií. Abelovské kategorie jsou pojmenovány po Nielsi Henriku Abelovi. 
Přesněji, kategorie je abelovská, právě když 
- má nulový objekt
- má všechny binární součiny a binární kosoučiny
- má všechna jádra a kojádra
- všechny monomorfismy a epimorfismy jsou normální

### Ext funktor
Nechť R je okruh a nechť ModR je kategorie modulů nad R. Nechť B je v ModR a dejme T(B) = HomR(A, B), pro pevně dané A v ModR. Toto je levý exaktní funktor, a tak má pravé odvozené funktory RnT. Funktor Ext je definován podle 
{\displaystyle \operatorname {Ext} _{R}^{n}(A,B)=(R^{n}T)(B).}
To lze vypočítat tak, že pro jakýkoliv injektivní rozklad: 
{\displaystyle 0\rightarrow B\rightarrow I^{0}\rightarrow I^{1}\rightarrow \cdots ,}
se spočte: 
{\displaystyle 0\rightarrow \operatorname {Hom} _{R}(A,I^{0})\rightarrow \operatorname {Hom} _{R}(A,I^{1})\rightarrow \cdots .}
Poté je (RnT)(B) homologie tohoto komplexu. Všimněme si, že HomR(A, B) není v tom komplexu zahrnut. 
Alternativně jej lze definovat pomocí funktoru G(A) = HomR(A, B). Pro pevně daný modul B to je kontravariantní levý exaktní funktor, a tedy dostaneme pravé odvozené funktory RnG a můžeme definovat: 
{\displaystyle \operatorname {Ext} _{R}^{n}(A,B)=(R^{n}G)(A).}
To lze vypočítat výběrem libovolného projektivního rozkladu: 
{\displaystyle \cdots \rightarrow P^{1}\rightarrow P^{0}\rightarrow A\rightarrow 0,}
k němuž duálně spočteme: 
{\displaystyle 0\rightarrow \operatorname {Hom} _{R}(P^{0},B)\rightarrow \operatorname {Hom} _{R}(P^{1},B)\rightarrow \cdots .}
Poté je (RnG)(A) homologie tohoto komplexu. Znovu si všimněme, že HomR(A, B) je vynechán. 
Tyto dvě konstrukce, jak se ukáže, podávají izomorfní výsledky, a proto mohou být obě k výpočtu Ext funktoru použity. 

### Tor funktor
Předpokládejme, že R je okruh, a označme R-Mod kategorii levých R-modulů a Mod-R kategorii pravých R-modulů (pokud je R komutativní, obě kategorie splývají). Uvažujme pevně daný modul B v R-Mod. Pro A v Mod-R nastavme T(A) = A ⊗R B. Pak T je pravý exaktní funktor z Mod-R do kategorie abelovských grup Ab (v případě, že je R komutativní, jedná se o pravý exaktní funktor z Mod-R do Mod-R) a jsou pro něj definovány jeho levé odvozené funktory LnT. Stanovujeme:  
{\displaystyle \operatorname {Tor} _{n}^{R}(A,B)=(L_{n}T)(A),}
tj. vezmeme projektivní rozklad: 
{\displaystyle \cdots \rightarrow P_{2}\rightarrow P_{1}\rightarrow P_{0}\rightarrow A\rightarrow 0}
a odstraníme člen A a roztenzorujeme ten projektivní rozklad spolu s B, abychom získali komplex: 
{\displaystyle \cdots \rightarrow P_{2}\otimes _{R}B\rightarrow P_{1}\otimes _{R}B\rightarrow P_{0}\otimes _{R}B\rightarrow 0,}
u nějž určíme homologii (všimněme si, že A ⊗R B zde opět nefiguruje; poslední šipka je nulové zobrazení). 

### Spektrální posloupnost
Mějme abelovskou kategorii, jako je například kategorie modulů nad okruhem. Spektrální posloupnost je volba nezáporného celého čísla r0 a souboru tří sekvencí: 
1. pro všechna celá čísla r ≥ r0 máme objekt Er - nazvaný list (jako list papír) nebo někdy také strana nebo člen
2. endomorfismy dr  :  Er → Er splňující dr o dr = 0, nazývané mezní mapy nebo diferenciály
3. isomorfismy Er+1 spolu s H(Er), což je homologie Er vzhledem k dr

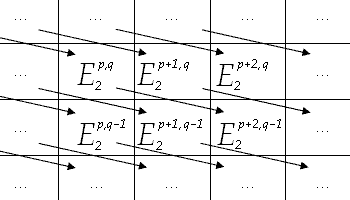
List E_{2} kohomologické spektrální sekvence.

Tyto dvojsložkové spektrální posloupnosti mají obrovské množství dat na sledování, ale existuje obecná vizualizační technika, která ukazuje strukturu spektrální sekvence jasněji. Máme tři indexy: r, p a q. U každého r si představme, že máme list milimetrového papíru. Na tomto listu budeme brát p jako horizontální směr a q jako vertikální směr. V každém mřížovém bodě máme objekt {\displaystyle E_{r}^{p,q}.}
Je velmi běžné brát n = p + q jakožto další přirozený index ve spektrální sekvenci. n vede diagonálně, ze severozápadu k jihovýchodu, přes každý list. V homologickém případě mají diferenciály dvojstupeň (−r, r − 1), takže snižují n o jedna. V kohomologickém případě se n o jednu zvyšuje. Když je r nula, diferenciál posouvá objekty o jeden prostor dolů nebo nahoru. Podobně se chovají diferenciály na řetězcovém komplexu. Když je r jedna, diferenciál přesune objekty o jeden prostor doleva nebo doprava. Když je r dva, diferenciál pohybuje objekty stejně jako rytířův pohyb v šachu. Pro vyšší r se diferenciál chová jako zobecněný rytířský pohyb. 

### Odvozený funktor
Předpokládejme, že jsme dostali kovariantní levý exaktní funktor F : A → B mezi dvěma abelovskými kategoriemi A a B. Je-li 0 → A → B → C → 0 krátká exaktní posloupnost v A, pak aplikováním F získáme exaktní posloupnost 0 → F(A) → F(B) → F(C) a lze se ptát, jak v této sekvenci pokračovat vpravo, abychom vytvořili dlouhou exaktní posloupnost. Přísně vzato je tato otázka špatně postavená, protože vždy existuje mnoho různých způsobů, jak v dané exaktní sekvenci vpravo pokračovat. Ukazuje se však, že (pokud je A dostatečně „pěkná“) existuje jeden kanonický postup, jak pokračovat - určen pravými funktory odvozenými od F. Pro každé i ≥ 1 existuje funktor RiF : A → B a výše uvedená sekvence pokračuje takto: 0 → F(A) → F(B) → F(C) → R1F(A) → R1F(B) → R1F(C) → R2F(A) → R2F(B) →... . Z toho vidíme, že F je exaktní funktor právě tehdy, když R1F = 0; v jistém smyslu tak odvozené funktory F měří “jak daleko” je F od přesnosti. 

## Funktorialita
Spojitá mapa topologických prostorů dává vzniknout homomorfismu mezi jejich n-tými homologickými grupami pro všechna n. Tento základní poznatek z algebraické topologie nachází přirozené vysvětlení prostřednictvím určitých vlastností řetězcových komplexů. Protože je běžné studovat několik topologických prostorů současně, v homologické algebře se často současně zkoumá více řetězcových komplexů. 
Morfismus mezi dvěma řetězcovými komplexy, {\displaystyle F:C_{\bullet }\rightarrow D_{\bullet },} je rodina homomorfismů abelovských grup {\displaystyle F_{n}:C_{n}\rightarrow D_{n},} které komutují s diferenciály v tom smyslu, že {\displaystyle F_{n-1}\circ d_{n}^{C}=d_{n}^{C}\circ F_{n}} pro všechna n. Morfismus řetězcových komplexů dává vzniknout morfismu {\displaystyle H_{\bullet }(F)} jejich homologických grup, skládajících se z homomorfismů {\displaystyle H_{n}(F):H_{n}(C)\rightarrow H_{n}(D)} pro všechna n. Morfismus F se nazývá kvazi-isomorfismus, pokud dává vzniknout isomorfismu na n-té homologii pro všechna n. 
Mnoho konstrukcí řetězcových komplexů vznikajících v algebře a geometrii, včetně singulární homologie, má následující vlastnost funktoriality: jestliže dva objekty X a Y jsou spojeny mapou f, pak přidružené řetězcové komplexy jsou spojeny morfismem {\displaystyle F=C(f):C_{\bullet }(X)\rightarrow C_{\bullet }(Y)} a navíc složení {\displaystyle g\circ f} map f : X → Y a g : Y → Z vyvolává morfismus {\displaystyle C(g\circ f):C_{\bullet }(X)\rightarrow C_{\bullet }(Z),} který se shoduje s kompozicí {\displaystyle C(g)\circ C(f).}Z toho vyplývá, že homologické grupy {\displaystyle H_{\bullet }(C)} jsou také funktoriální, takže morfismy mezi algebraickými nebo topologickými objekty dávají vzniknout kompatibilním mapám mezi jejich homologií. 
Následující definice vychází z typické situace v algebře a topologii. Trojice skládající se ze tří řetězcových komplexů {\displaystyle L_{\bullet },M_{\bullet },N_{\bullet }} a dvou morfismů mezi nimi {\displaystyle f:L_{\bullet }\rightarrow M_{\bullet },g:M_{\bullet }\rightarrow N_{\bullet }} se nazývá eexaktní trojice, nebo krátká exaktní posloupnost komplexů a zapisuje se: 
{\displaystyle 0\longrightarrow L_{\bullet }{\overset {f}{\longrightarrow }}M_{\bullet }{\overset {g}{\longrightarrow }}N_{\bullet }\longrightarrow 0,}
pokud pro libovolné n je posloupnost 
{\displaystyle 0\longrightarrow L_{n}{\overset {f_{n}}{\longrightarrow }}M_{n}{\overset {g_{n}}{\longrightarrow }}N_{n}\longrightarrow 0}
krátká exaktní posloupnost abelovských grup. Podle definice to znamená, že fn je prosté, gn je surjekce a im fn = ker gn. Jedna z nejzákladnějších vět homologické algebry, někdy známá jako cikcak lemma, uvádí, že v tomto případě existuje dlouhá exaktní posloupnost v homologii: 
{\displaystyle \cdots \longrightarrow H_{n}(L){\overset {H_{n}(f)}{\longrightarrow }}H_{n}(M){\overset {H_{n}(g)}{\longrightarrow }}H_{n}(N){\overset {\delta _{n}}{\longrightarrow }}H_{n-1}(L){\overset {H_{n-1}(f)}{\longrightarrow }}H_{n-1}(M)\longrightarrow \cdots ,}
kde homologické grupy pro L, M, N a cyklicky následují za sebou, a δn jsou určité homomorfismy určené podle f a g, zvané spojovací homomorfismy. Topologické projevy této věty zahrnují Mayerovu-Vietorisovu sekvenci a dlouhou exaktní posloupnost pro relativní homologii. 

## Základní aspekty
Teorie kohomologie byly definovány pro mnoho různých objektů, jako jsou topologické prostory, svazky, grupy, okruhy, Lieovy algebry a C*-algebry. Studium moderní algebraické geometrie by bylo téměř nemyslitelné bez svazkové kohomologie. 
V homologické algebře je koncept exaktní posloupnost exaktní; mohou být použity k provádění skutečných výpočtů. Klasickým nástrojem homologické algebry je odvozený funktor; nejzákladnější příklady jsou funktory Ext a Tor. 
S ohledem na různorodý soubor aplikací bylo přirozené snažit se obsáhnout všechny tyto případy jednotně. Než se tato oblast ustálila, bylo o sjednocení několik pokusů. Přibližná historie může být uvedena následovně: 
- Cartan-Eilenberg: Ve své knize z roku 1956 "Homological algebra" tito autoři použili projektivní a injektivní rozklad modulů.
- Tôhoku: Přístup v oslavovaném dokumentu Alexandera Grothendiecka, který se objevil ve druhé sérii Tohoku Mathematical Journal v roce 1957, používající koncept abelovské kategorie (zahrnutí svazků abelovských grup).
- Odvozená kategorie Grothendiecka a Verdiera. Odvozené kategorie se datují k Verdierově dizertační práci z roku 1967. Jde o příklady triangulovaných kategorií používaných v řadě moderních teorií.

Tyto pak od vypočitatelnosti přešly k obecnosti. 
Výpočetní perlík par excellence je spektrální posloupnost; tyto posloupnosti jsou nezbytné v postupech Cartana-Eilenberga a Tohoku, kde jsou potřebné například pro výpočet odvozených funktorů složenin dvou funktorů. Spektrální posloupnosti jsou méně důležité v přístupu pomocí odvozené kategorie, ale stále hrají roli vždy, když jsou nezbytné konkrétní výpočty. 
Byly pokusy přijít s "nekomutativní" teorií, která rozšíří první kohomologii jako torzory (důležité v Galoisově kohomologii). 